# Fußbodenheizung
Die Fußbodenheizung ist eine Flächenheizung, die Räume mittels im Fußboden verlegter Rohre beheizt.

## Geschichte

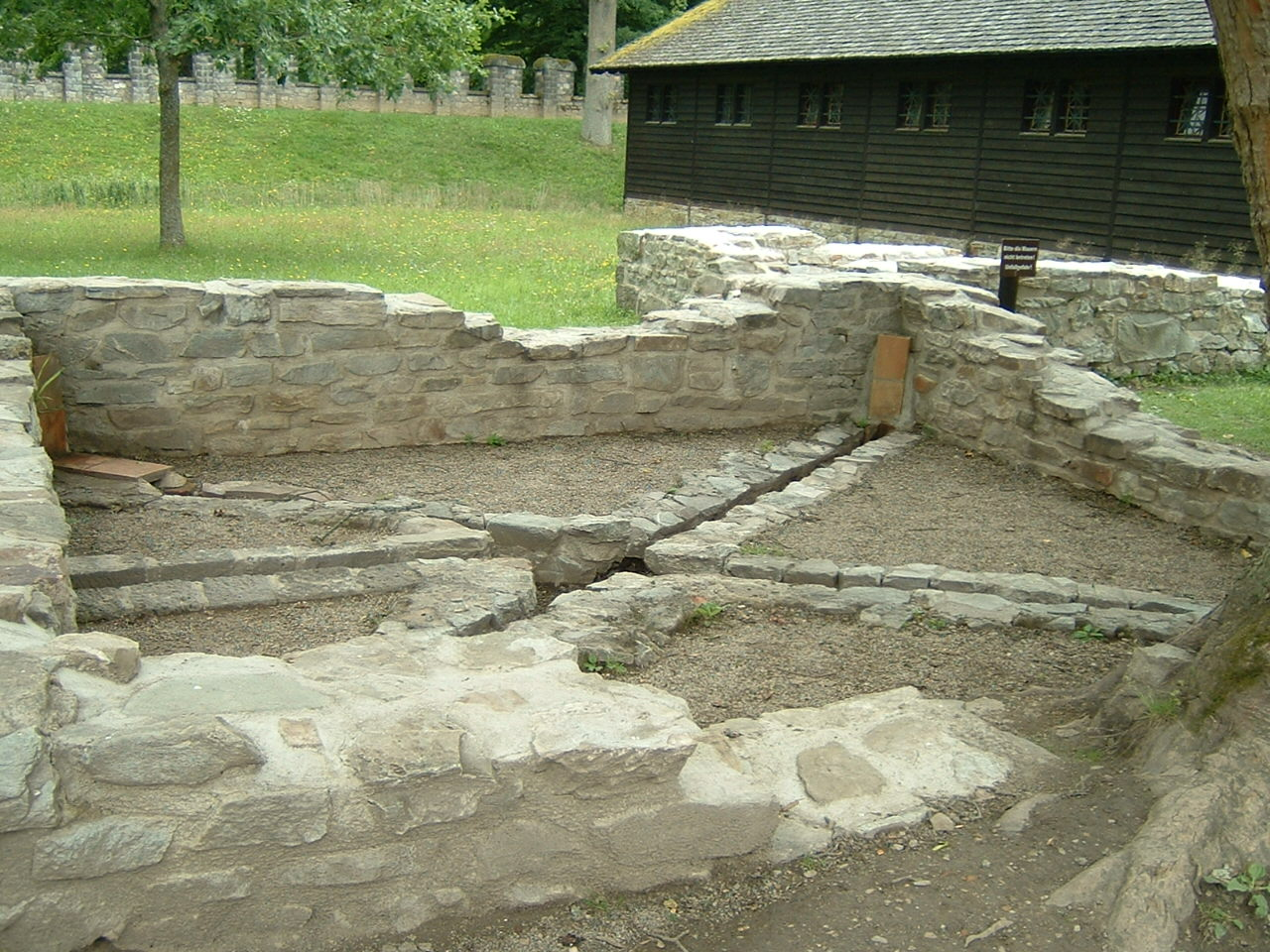
Römische Fußbodenheizung (Hypokaustum)

Erste Fußbodenheizungen wurden bereits von den Römern verwendet (Hypokaustum), später, etwa 700 n. Chr., auch von den Koreanern, die Fußbodenheizung Ondol. Eine bemerkenswert gut erhaltene Fußbodenheizung der Römer wurde Ende 2022 in Bonn entdeckt
Seit den 1970er Jahren vollzog sich ein rasanter Durchbruch der Fußbodenheizung.

## Warmwasser-Heizungen
Im oder unter dem Heizestrich werden Rohre aus Kunststoff oder seltener Kupfer verlegt. Am häufigsten wird vernetztes, sauerstoffdichtes (ansonsten Korrosionsgefahr an Eisenteilen) Polyethylen (PE-X) verwendet, oft mit zusätzlicher Aluminium-Zwischenschicht (Mehrschichtverbundrohr). Die Verlegung erfolgt entweder mäanderförmig (gleiche Rohrabstände), modulierend (verschiedene Rohrabstände je nach Lage im Raum, Vorlauf an der Außenwand) oder bifilar (Schneckenform, Vor- und Rücklauf liegen beieinander). Welcher Verlegung der Vorrang gegeben werden soll, ist strittig, da verschiedene Zielsetzungen (gleichmäßige Raumtemperatur, gleichmäßige Fußbodenoberflächentemperatur) und technische Möglichkeiten abhängig von Rohrmaterial, Befestigungs- und Verlegetechnik zu berücksichtigen sind.
Verwendet werden auch Kapillarrohrmatten aus Kunststoff mit parallel angeordneten PP-Röhrchen (Durchmesser z. B. 4,3 mm Wandstärke 0,8 mm), die im Gleichsinn durchflossen werden. Mit Kapillarrohrmatten wird eine sehr homogene Bauteiltemperaturverteilung erreicht.
Rohrabstände von 5 bis 30 cm bewirken eine geringe Temperaturwelligkeit auf der Estrichoberfläche – die Abstände können dem Wärmebedarf angepasst werden. Temperaturdifferenzen >5 K innerhalb nicht unterteilter Estrichfelder sollten vermieden werden, um Temperaturspannungen innerhalb der Fläche zu begrenzen.
Bei Fußbodenheizungen werden Nasssysteme (Zementestrich oder Anhydritestrich, sehr häufig aufgrund der besseren Wärmeübertragung in Fließestrich, auch Gussasphalt und Walzasphalt), und Trockensysteme (Trockenestrichplatten oder Stahlfliesen) unterschieden. Beim Nasssystem werden die Rohre im Estrich installiert.

### Nasssystem (Typ A / C)

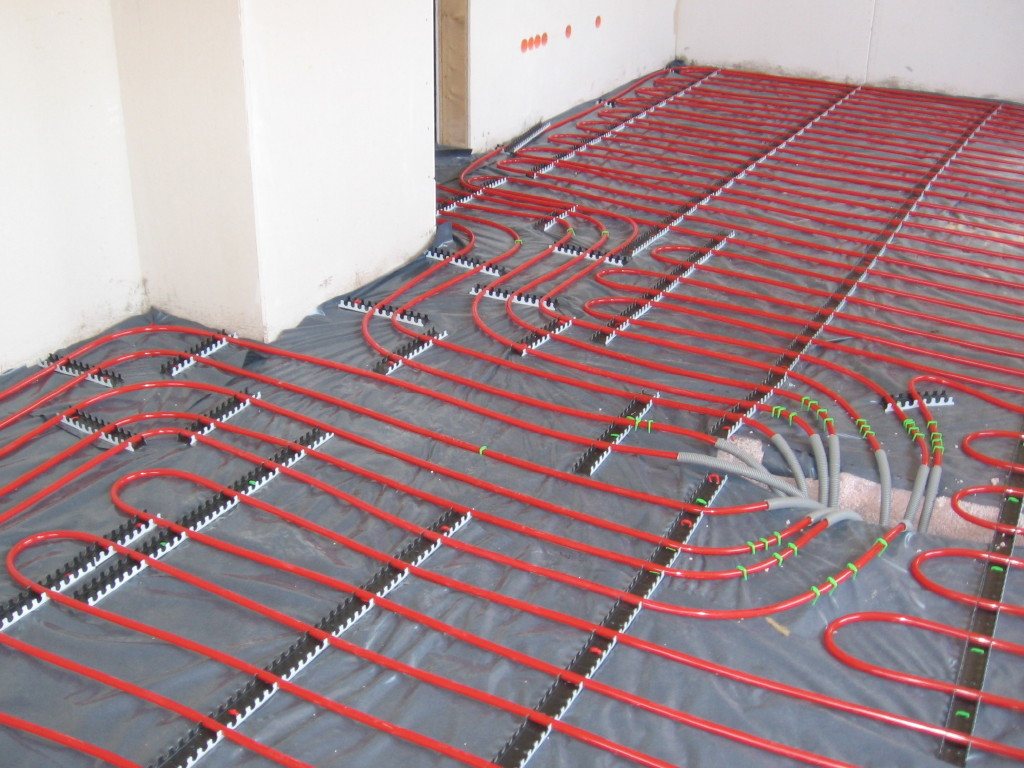
Rohre für eine Fußbodenheizung (Nasssystem)

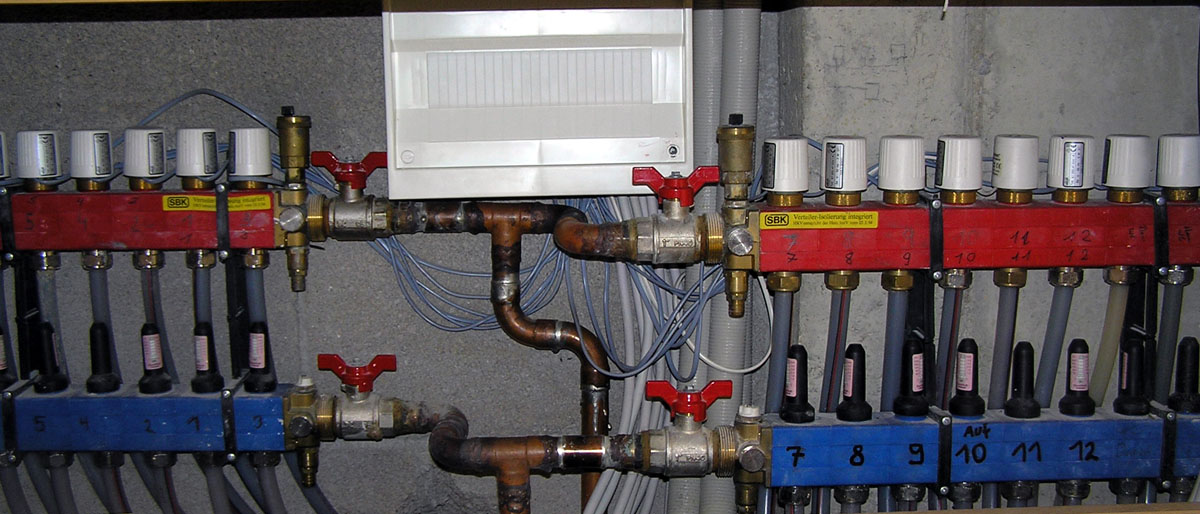
Regler für eine Fußbodenheizung (Nasssystem)

Beim Nasssystem ist das Rohr vollständig vom Estrich umschlossen. Es gibt verschiedene Möglichkeiten, um die Rohre vor dem Gießen des Estrichs zu fixieren:
- mit Klammern auf Trägermatten aus Stahl
- auf Klemmschienen aus Stahl oder Kunststoff
- auf einer Noppenplatte aus Kunststoff
- mit Klammern auf der tragenden Dämmung, sofern diese dafür zugelassen ist
- einfädeln zwischen eine Stahlwabenplatte
- die Rohre werden mit Klettband versehen und auf mit Vlies beschichtete Trägermatten gedrückt.

Vor dem Einbringen des Estrichs sollten Markierungsfähnchen aufgestellt werden, um die Stellen zu kennzeichnen, an denen der Estrich später aufgebrochen werden kann, um eine Feuchtemessung vorzunehmen, ohne die Heizrohre zu beschädigen. Vor dem Verlegen des Fußbodenbelags ist in der Regel eine solche Feuchtemessung notwendig.

### Trockensysteme (Typ B)
Beim Trockensystem befinden sich die Rohre unterhalb des Bodenbelages in der Dämmschicht. Die Befestigung erfolgt dort auf der Trägerdämmung, die mit Nuten und Wärmeleitlamellen ausgestattet sein kann. Die Lamellen sollen der besseren Wärmeverteilung dienen. Das Trockensystem eignet sich für niedrige Fußbodenaufbauten und wird im Altbau oder in der Gebäudemodernisierung eingesetzt. Trockensysteme können auch mit direkt aufgelegten Oberböden (Estrichziegeln, Fliesen, schwimmendes Parkett und Laminat) ausgeführt werden und führen dadurch zu einer weiteren Reduzierung der Vorlauftemperatur und zu einer schnelleren Auf- und Abheizphase.
Eine weitere Variante der Trockensysteme besteht aus Trockenestrichplatten mit einer vorgefertigten Fräsung, die die Heizungsrohre fixiert. So fasst dieses System die vormals getrennten Komponenten – Trockenestrichplatten und Fußbodenheizung – früherer Systeme zusammen. Die geringe Montagezeit kommt besonders Architekten zugute, die in öffentlichen Einrichtungen, wie Schulen und Kindergärten, nur die Ferienzeiten zum Einbau zur Verfügung haben. Außerdem kann dieses vereinfachte System auch vom Privatmann verlegt werden, so dass der Bauherr nur noch für die Rohranschlüsse einen Heizungsbauer benötigt.
Neuere Fußbodenheizungssysteme werden verstärkt für die Gebäuderenovierung konzipiert, ohne dabei in die bestehenden Fußbodenaufbauten einzugreifen. Dabei entstehen sehr niedrige Aufbauhöhen ab ca. 8 mm (zuzüglich Oberbodenbelag). Eine spezielle Ausgleichsmasse ist die Grundlage für den Bodenbelag.

### Warmwasserverteilung
Bei beiden Systemen wird zur Wärmeverteilung ein Heizkreisverteiler benötigt. Alle Heizkreise werden mit dem Vorlauf und Rücklauf an jeweils einen Heizkreisverteiler angeschlossen. An dem Heizkreisverteiler kann jeder einzelne Heizkreis mittels eines Ventils hydraulisch abgeglichen werden. Durch in den Heizkreisverteiler eingebaute Durchflussmesser kann dazu der Volumenstrom beobachtet werden. Der hydraulische Abgleich ist erforderlich, da die einzelnen Bauteile der Fußbodenheizung (z. B. Heizkreisverteiler, Rohrkreise etc.) verschieden hohe Strömungswiderstände haben. Eine gleichmäßige Wärmeverteilung ist nur mit gleich hohen Durchsätzen in allen Heizkreisen möglich. Möglicherweise wird aber auch eine ungleichmäßige Wärmeverteilung angestrebt, um die stärkere Abkühlung in Räumen mit großen Außenwandflächen im Vergleich zu Binnenräumen zu kompensieren. Da eine Fußbodenheizung im Gegensatz zu Heizkörpern sehr viel träger reagiert (siehe Totzeit) wird die Vorlauftemperatur oft aus einem Außentemperatur-Fühler abgeleitet. Die Steuereinheit gibt ein elektrisches Signal an den Stellmotor, der dann das Vierwegeventil weiter öffnet oder schließt. Bei hochwertigeren Anlagen kann die Energiezufuhr mit Raumtemperaturreglern, deren Temperaturfühler im Heizbereich (z. B. Wohnzimmer) montiert werden, geregelt werden. In gut gedämmten Wohngebäuden ist die Heizleistung  auf etwa 50 bis 100 W/m² ausgelegt. Zudem kann bis zu einer bestimmten Fläche (abhängig vom Durchflusswiderstand der eingesetzten Fußbodenheizung) die Fußbodenheizung direkt an den bestehenden Heizkreislauf angeschlossen werden. Die Regelung erfolgt dann über ein RTL-Ventil (return temperature limiter, deutsch: Rücklauftemperaturbegrenzer), das im Rücklauf der Fußbodenheizung montiert wird und den Durchfluss sperrt, wenn die eingestellte Bodentemperatur erreicht ist.
Es sind zahlreiche Verlegearten der Rohre möglich. Um eine weitestgehend gleichmäßige Wärmeverteilung im Raum zu erreichen, sollten Rohre mit gegenläufiger Warmwasser-Fließrichtung verlegt werden. Dies wird erreicht, indem die Vor- und Rückläufe jeweils nebeneinander angeordnet werden.

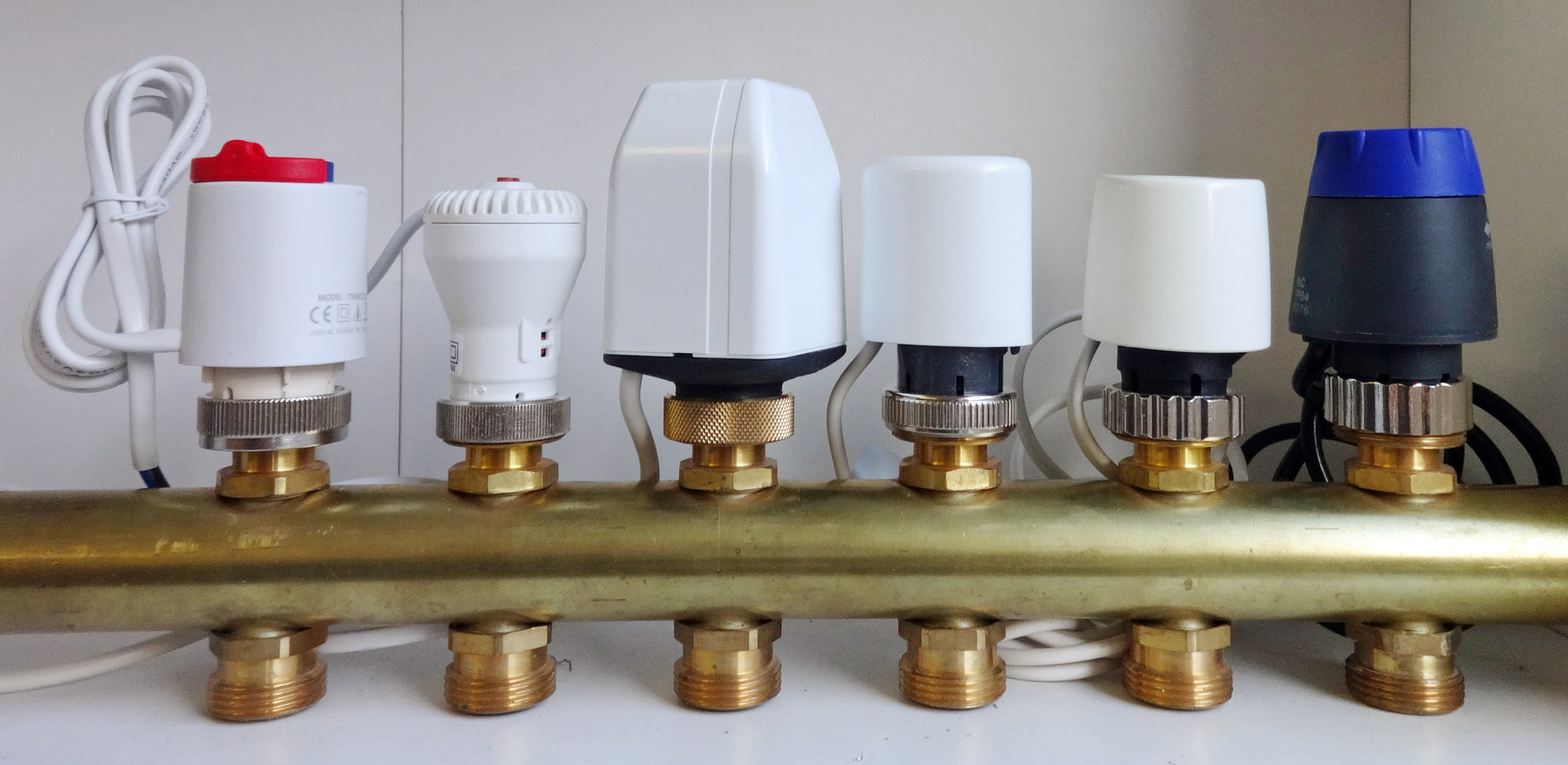
Thermische Stellantriebe

## Elektro-Heizungen

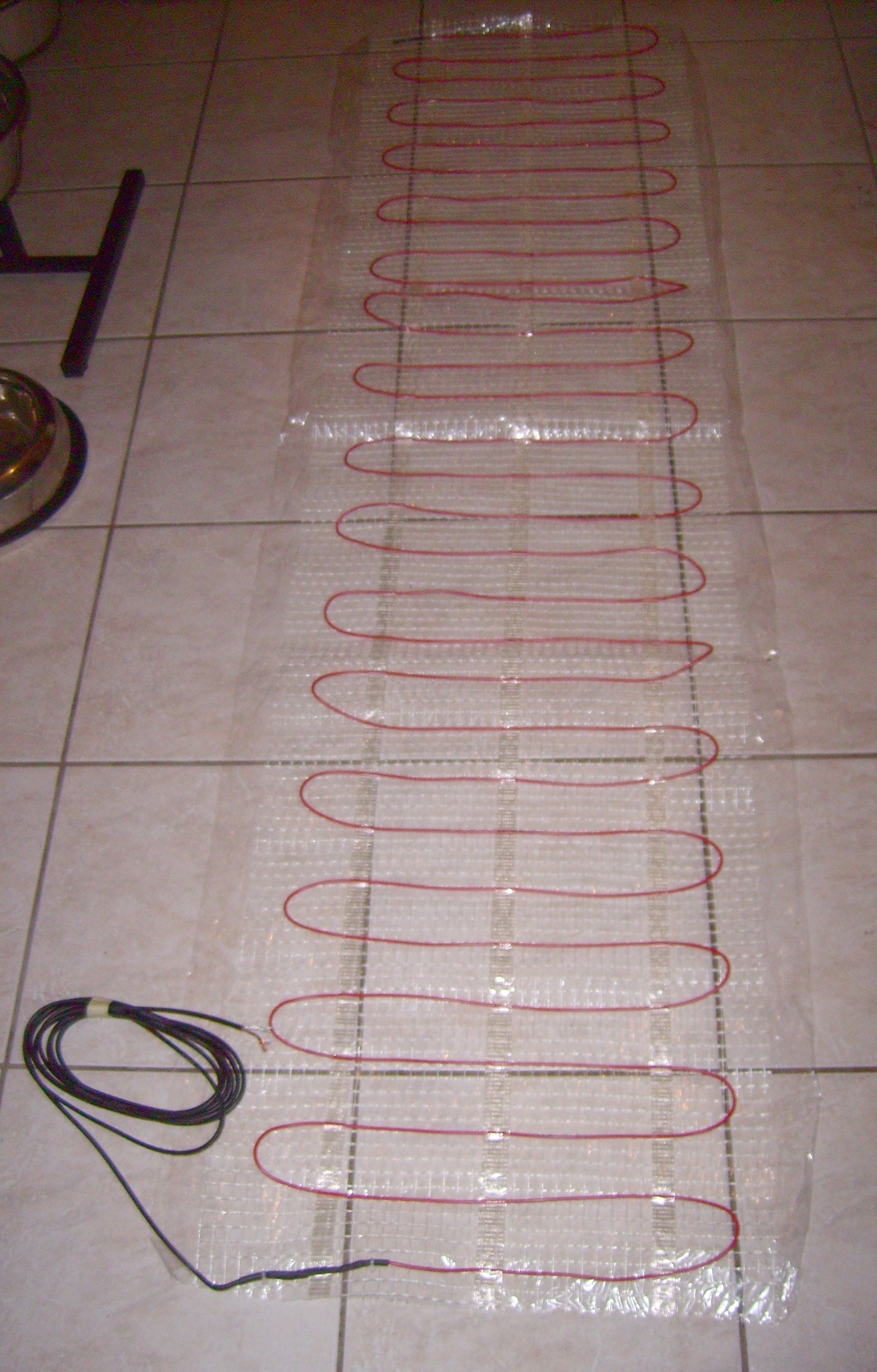
Elektrische Fußbodenheizung (50 cm × 200 cm) vor der Verlegung

Neben warmwassergebundenen Heizsystemen kommen auch elektrisch betriebene Heizungen zum Einsatz. Hierbei werden Widerstandskabel oder Heizfolien mit eingearbeiteten Heizleitern unter, im oder auf dem Estrich verlegt. Sie eignen sich für alle Verlegungsarten, die auch bei Warmwassersystemen üblich sind. Wegen der geringen Bauhöhe empfehlen sie sich besonders für die direkte Verlegung unter Fußbodenbelägen. Heizkabel mit einem Durchmesser ab 3 mm können im Kleberbett von Fliesen und Folien sogar unter Laminat verlegt werden. Für die Fußbodentemperierung (nicht Vollheizung) gibt es Matten ab ca. 2 mm Höhe. Für Bade-, Dusch- und andere Feuchträume werden Leitungen mit geerdetem Schirm verwendet, um  Sicherheit gegen Elektrounfälle zu garantieren.
Die zutreffenden Normen für elektrische Flächenheizelemente sind DIN EN 60335-1 und DIN EN 60335-2-96.

## Anwendungen in Gewerbe- und Kommunalbauten
Neben den auch im Wohnungsbau verwendeten Fußbodenheizungen kommen hier Industrieflächenheizungen oder Schwingbodenheizungen (Sporthallen) zum Einsatz. Lufterhitzer erhitzen die Luft im Raum, die beim Öffnen der Hallentore aber sofort entweicht. Es dauert lange und ist mit hohem Energieaufwand verbunden, die Hallentemperatur wieder zu erhöhen. Bei einer Bodentemperatur von z. B. 10 °C und einer Lufttemperatur von 20 °C ergibt sich arithmetisch eine empfundene Temperatur von nur 15 °C. Daher ist für eine akzeptable thermische Umgebungstemperatur eine Bodentemperierung zu empfehlen. Bei einer Fußbodenheizung besteht die Beheizung einer Halle aus Strahlungswärme. Diese steht ihren Nutzern auch noch während der geöffneten Hallentore zur Verfügung. Nach Schließung der Hallentore spürt der Nutzer diese behagliche Strahlungswärme in kürzester Zeit wieder.

## Raumklimatisierung mit Warmwassersystemen
Fußbodenheizungssysteme werden auch zur Fußbodenkühlung genutzt. In Verbindung z. B. mit einer Wärmepumpenheizung und der Erdwärme bietet sich diese Variante an. Die Oberflächentemperatur des Fertigfußbodens sollte 20 °C nicht unterschreiten und 29 bis 35 °C – je nach Standort – nicht überschreiten (siehe Abschnitt Randbedingungen). Weiterhin sollte der Taupunkt mit einem entsprechenden Feuchtigkeitsfühler überwacht werden und die Vorlauftemperatur entsprechend regeln. Die Vorlauftemperatur des Kaltwassers beträgt in der Regel 16 °C bei einer Spreizung von 2 bis 3 K.
Neben klassischen Wärmepumpenheizungen können Fußbodenheizungen auch in Verbindung mit kalten Nahwärmenetzen zur Kühlung genutzt werden. Dabei kann abhängig von der Temperatur des Wärmenetzes auch auf den Einsatz der Wärmepumpe zur Kühlung verzichtet werden.

## Vor- und Nachteile
Ein Grund für eine Fußbodenheizung ist die Behaglichkeit. So ermöglicht etwa eine Fußbodenheizung, selbst im Winter im Haus barfuß zu gehen. Ein weiterer Vorteil ist die architektonische Freiheit der Raumgestaltung, weil keine Heizkörper oder Rohre zu sehen sind. Dazu kommen noch die hygienischen Aspekte einer Fußbodenheizung. Die Staubaufwirbelung durch Radiatoren findet nicht statt. Umgekehrt bleibt z. B. beim Lüften aufgewirbelter Staub aber länger in der Luft. Durch die trockene Wärme am Boden werden das Wachstum der Hausstaubmilben und die Schimmelpilzbildung verhindert – auch wenn Teppichboden verlegt ist.
Eine Fußbodenheizung kommt mit geringer Vorlauftemperatur aus, wodurch sie sich zum Betrieb mit Wärmepumpen und Solarkollektoren besonders eignet. Nur Flächenheizungen und Luftheizungen wie Gebläsekonvektoren lassen sich mit vergleichbar niedriger Vorlauftemperatur betreiben.
Ein Nachteil ist, dass Fußbodenheizungen aufgrund der Speichermasse in Kombination mit niedrigen Vorlauftemperaturen nur träge reagieren. Es ist nur eine langsame Anpassung der Raumtemperatur möglich.
Des Weiteren herrscht im Raum eine homogene Wärmeverteilung. Im Gegensatz zu z. B. Heizkörpern ist es nicht möglich, sich beim Frieren näher an die Heizquelle zu begeben, bzw. umgekehrt.
Werden die Heizelemente unmittelbar im Estrich verlegt, so kann sich dessen Speichermasse auf die Effektivität bestimmter Heizsysteme positiv auswirken. Auf einen zusätzlichen Pufferspeicher kann unter Umständen verzichtet werden. Je größer die Speichermasse, desto langsamer erfolgt jedoch die Anpassung der Raumtemperatur.
Fußbodenheizungsrohre müssen nach DIN 4725 diffusionsdicht sein, somit kann kein Sauerstoff über das Rohr in das Heizungssystem gelangen. Dies wiederum verhindert Korrosion an Stahlteilen im Heizsystem und dementsprechend gering ist das sogenannte Abschlammen im Fußbodenheizungssystem. Ein anderer Schutz vor Abschlammung kann eine Systemtrennung vom alten Heizsystem mittels Plattenwärmetauscher sein.
Nachteilig sind die hohen Einbaukosten. Teppichböden und Beläge müssen einen geringen Wärmewiderstand aufweisen (siehe unten). Für Fußbodenheizung geeignete Beläge sind gekennzeichnet.
Schwierig ist die Sanierung von Fußbodenheizungen: bestimmte Arten der verwendeten Kunststoffrohre können mit der Zeit verstopfen. Mittlerweile gibt es aber auch ein Verfahren, das die Sanierung von innen ohne den aufwendigen Aus- und Wiedereinbau der Heizungsrohre ermöglicht.

## Richtlinien
Für Fußbodenheizungen gilt folgende Norm:
- DIN EN 1264 (alt DIN 4725).

Weitere Normen, die eine Schnittstelle zur Fußbodenheizung haben:
- EnEV: Energieeinsparverordnung
- DIN 18560: Estrichnorm
- DIN 1055: Verkehrslasten
- DIN 18202: Toleranzen im Hochbau
- DIN 4109: Schallschutz im Hochbau
- DIN 4726

## Ausführung
Die Vorlauftemperatur des Heizwassers soll auf 35 °C begrenzt werden (bei älteren Systemen bis 55 °C) bei einer Spreizung von 5 °C (Differenz zwischen Vorlauf- und Rücklauftemperatur). Die Oberflächentemperaturen des Fertigfußbodens dürfen 29 °C im Aufenthaltsbereich, 33 °C im Bad und 35 °C in den Randzonen nicht überschreiten.  Von richtig eingestellten Fußbodenheizungen werden diese Maximalwerte nur an der Grenze der Auslegungsbedingungen, also den kältesten Tagen, erreicht. Normalerweise sollten es etwa 10 °C weniger sein.
Werden die vorgesehenen Oberflächentemperaturen überschritten, so klagen manche Nutzer über dicke Füße und es besteht der Verdacht, dass vermehrt Krampfadern und ähnliche Beschwerden auftreten.
Der Wärmedurchlasswiderstand {\displaystyle R_{\lambda ,B}} in {\displaystyle \mathrm {\frac {m^{2}\,K}{W}} } des Fußbodenbelages soll 0,15 m²K/W nicht überschreiten. Geeignete textile Beläge sind mit dem Fußbodenheizungssymbol gekennzeichnet.
Je geringer der Wärmedurchlasswiderstand von Estrich und Fußbodenbelag, desto schneller reagiert die Fußbodenheizung. Neben der Stärke des Belags spielt die Wärmeleitfähigkeit eine entscheidende Rolle. Dieser Wert wird etwa für Teppichboden mit 0,06, Korkfliesen mit 0,065, Linoleum mit 0,17, PVC mit 0,19, Eichen- und Buchenholz mit 0,2, keramische Fliesen mit 1,3, Sedimentgesteine mit 2,3 und kristalline Natursteine mit 3,5 W/mK angegeben.
An den Rändern des Estrichs sind Randdämmstreifen anzuordnen. Sie sollen die Ausdehnung des Estrichs ermöglichen und auch den Schallschutz gewährleisten. Bei größeren Flächen sind zusätzlich Dehnungsfugen vorzusehen. Es gilt hierbei die Estrichnorm DIN 18560.
Die Führung der Rohre wird durch den Verlegeabstand, der aus einer Berechnung ermittelt wird, bestimmt. Die Abweichung vom ermittelten Rohrabstand darf in einer bestimmten Toleranz nicht überschritten werden, weil dadurch die Gefahr einer zu großen Welligkeit im Estrich entsteht. Die Welligkeit ist der Temperaturunterschied zwischen den Rohren.

## Berechnung
Die Berechnung der Fußbodenheizung erfolgt auf Grundlage der DIN EN 1264 Teil 2 und 3.
Eine wichtige Kenngröße ist die Basiskennlinie. Das ist der Zusammenhang zwischen der mittleren Fußbodenübertemperatur und der Wärmestromdichte als empirische Funktion:
{\displaystyle {\dot {q}}=8{,}92(\Theta _{F,m}-\Theta _{i})^{1,1}}
mit
{\displaystyle {\dot {q}}} – Wärmestromdichte in W/m²
{\displaystyle \Theta _{F,m}} – mittlere Fußbodenoberflächentemperatur in °C
{\displaystyle \Theta _{i}} – Raumlufttemperatur in °C
Beispiel:
{\displaystyle {\dot {q}}=8{,}92\,\mathrm {\frac {W}{m^{2}\cdot \,^{\circ }\mathrm {C} }} (29\,^{\circ }\mathrm {C} -20\,^{\circ }\mathrm {C} )^{1{,}1}=100\,\mathrm {\frac {W}{m^{2}}} }
Hier sieht man deutlich, dass jede Erhöhung der Innentemperatur eine geringere Wärmestromdichte bewirkt.
Aus der Wärmestromdichte kann der Wärmeübergangskoeffizient {\displaystyle \alpha } berechnet werden:
{\displaystyle \alpha ={\frac {\dot {q}}{\Delta \Theta }}={\frac {100\,\mathrm {\frac {W}{m^{2}}} }{9\mathrm {K} }}=11{,}11\,\mathrm {\frac {W}{m^{2}\cdot \mathrm {K} }} }
Um die Wärmestromdichte im Auslegungsfall zu berechnen, wird noch die sogenannte logarithmische Heizmittelübertemperatur benötigt:
{\displaystyle \Delta \Theta _{H}={\frac {\Theta _{V}-\Theta _{R}}{ln{\frac {\Theta _{V}-\Theta _{i}}{\Theta _{R}-\Theta _{i}}}}}}
mit
{\displaystyle \Theta _{V}} – Vorlauftemperatur in °C
{\displaystyle \Theta _{R}} – Rücklauftemperatur in °C
{\displaystyle \Theta _{i}} – Raumlufttemperatur in °C
Jetzt kann die Wärmestromdichte berechnet werden
{\displaystyle {\dot {q}}=\mathrm {B} \cdot \Pi _{i}\cdot \Delta \Theta _{H}}
mit
{\displaystyle \mathrm {B} } – Systemabhängiger Koeffizient, der sich aus den Rohreigenschaften ableitet
{\displaystyle \Pi } – Faktor für spezifische Eigenschaften des Fußbodenaufbaus in Abhängigkeit von der gewählten Rohrteilung
Die Hersteller von Fußbodenheizungssystemen liefern zu ihren Systemen Leistungsdiagramme für verschiedene Bodenbeläge und Rohrabstände, aus denen die Wärmestromdichte {\displaystyle {\dot {q}}} in W/m² anhand der oben genannten Heizmittelübertemperatur grafisch ermittelt werden kann.
Weiterhin existiert für Nasssysteme ein allgemeingültiges Berechnungsverfahren auf der Basis des Algorithmus von FAXEN, das für alle Rohrabmessungen und Rohrabstände anwendbar ist. Das Berechnungsverfahren ist in der DIN EN 1264-2 verifiziert. Das in vorgestellte, detailliert beschriebene Verfahren ist in auf Trockensysteme und auf Nasssysteme mit dynamischer Betriebsweise unter Einbeziehen von Materialien mit Phasenwandeleffekten (sogenannte PCM) erweitert worden. PCM nutzen einen Phasenübergang zur zusätzlichen Wärmespeicherung (Latenzwärmespeicher).